# ケープ・コースト
ケープ・コースト (英: Cape Coast) は、ガーナにある都市。2010年時点の人口は約17万人。ガーナ南部、首都アクラから西に165 km、中央州の州都である。ギニア湾に面する港湾都市として古くからヨーロッパとの交易で栄え、世界遺産であるケープ・コースト城がある。1962年に創立されたケープ・コースト大学があり、学園都市の面を持つ。

## 歴史

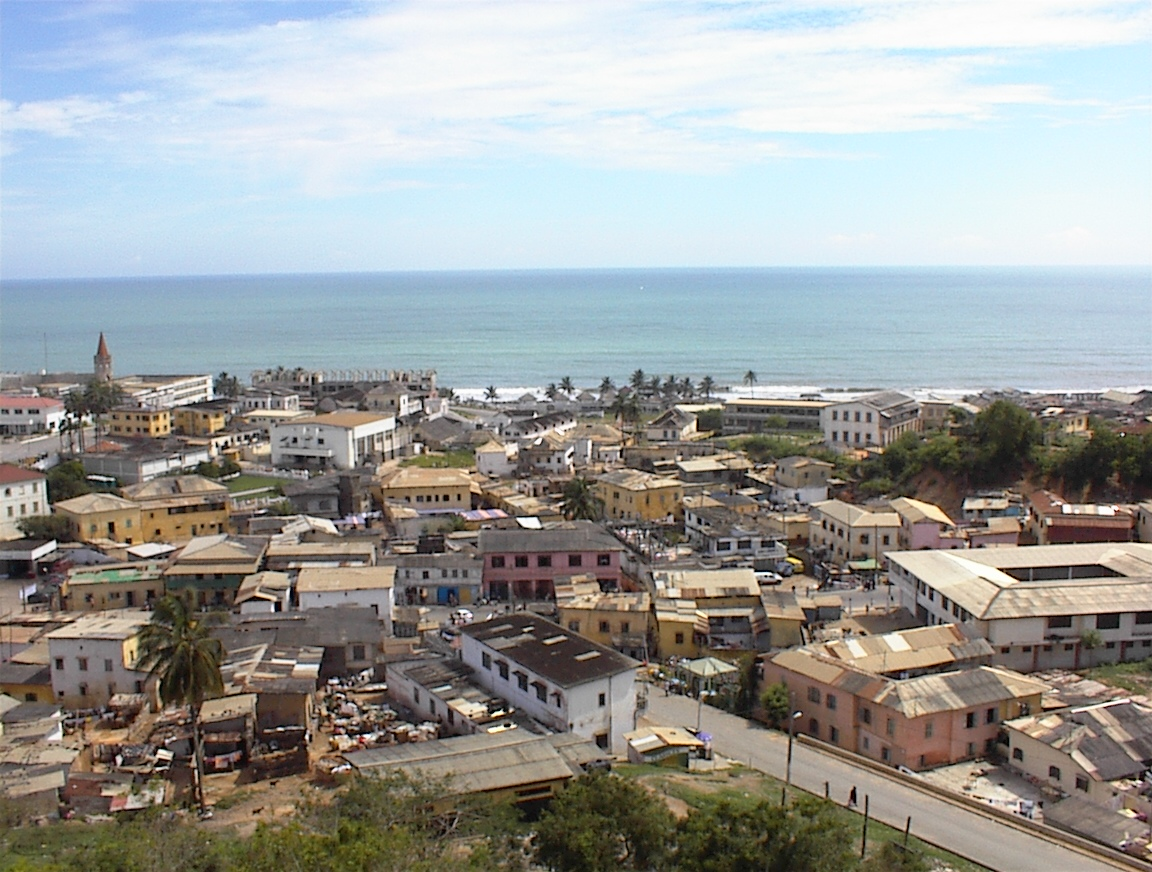
中心部

ケープ・コーストは奴隷や金の交易の拠点として、1653年にスウェーデンによって建設された。当時の建物はケープ・コースト城として世界遺産になっている。城砦は1663年にデンマークにより占領され、1年後の1664年にイングランドが入城した。ケープ・コーストは黄金海岸交易の拠点として整備され、以後200年以上にわたってこの地方のイギリスの拠点であり続けた。
1821年に海岸部の英領の砦を統合して英領ゴールド・コーストが成立すると、ケープ・コーストはその首都となり総督が置かれた。アシャンティ王国の使節や商人がたびたび来訪し、地方の中心として繁栄したが、首都が1877年にアクラに移されると成長は鈍化した。それでも植民地時代を通じてケープ・コーストは重要都市であり続け、1926年にゴールド・コースト立法審議会の一部の議員を現地の人々から選挙で決めるようになった際、3議席をアクラ、セコンディ、ケープ・コーストの3都市に割り当てた。

## 施設
- ケープ・コースト城

## 出身者
- ラシド・スマイラ - サッカー選手

## 料理
ガーナのファンティ人はとうもろこし粉の加工品やチリソース、魚をよく食べることで知られ料理法も豊かで、魚を中心に鶏肉などたんぱく質をたっぷりと摂る。市街地の近くに川や水辺が多いせいではないかと考えられ、漁獲の技術が確かで保存食作りにも熟練している。
人気の魚のメニューには鮮魚と椰子油のシチュー「ファンテファンテ」やエチューがあり、主食はとうもろこし粉の蒸しパン「ケンケ」（kenkey）である。これはスープやシチュー、オクロシチューといっしょに食膳にあがる。料理には風味づけに、地方固有の調味料シト（英語）（チリソース）をかける。

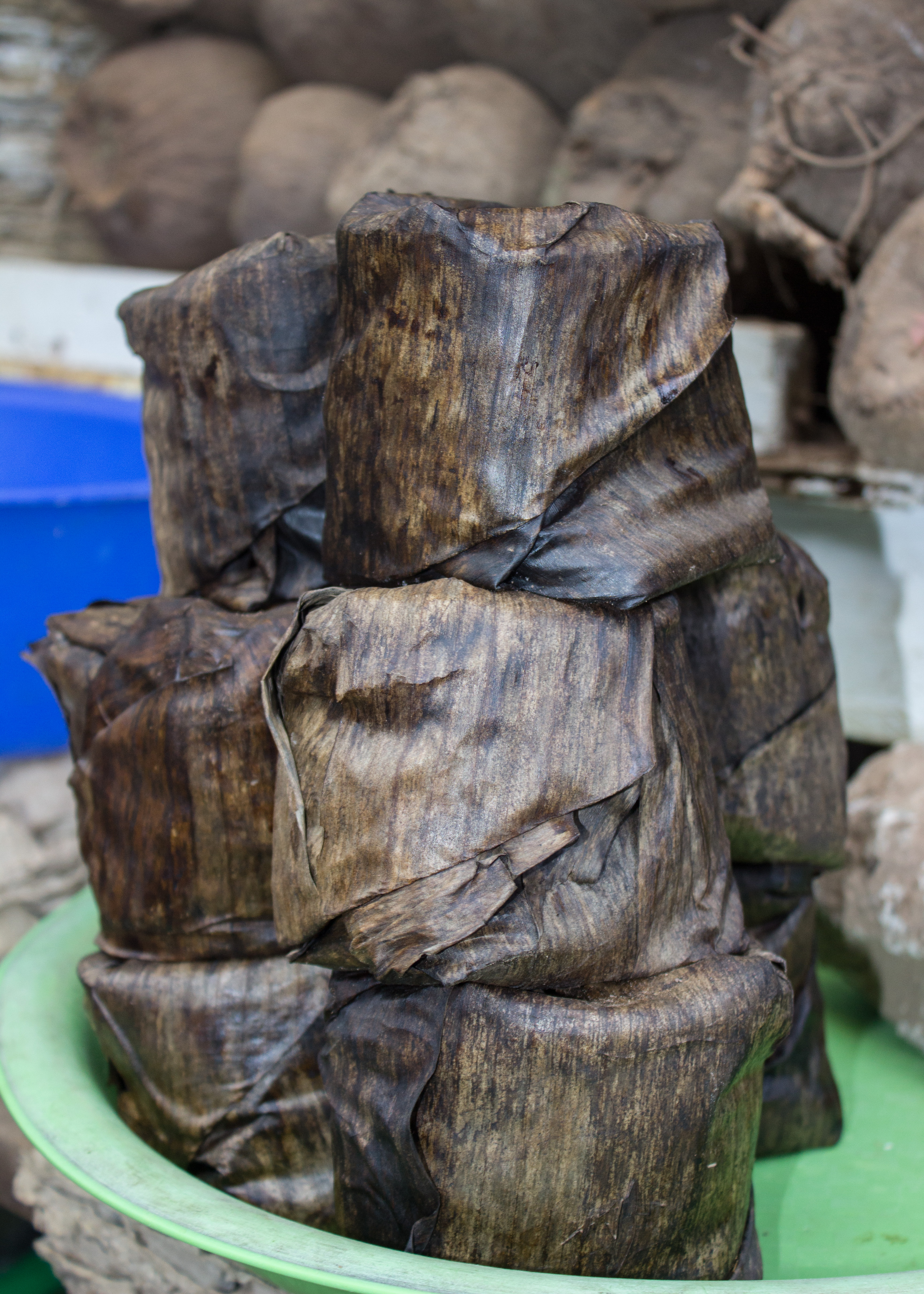
ケンケはとうもろこしの蒸しパン。家庭で作り、露店でも買える。
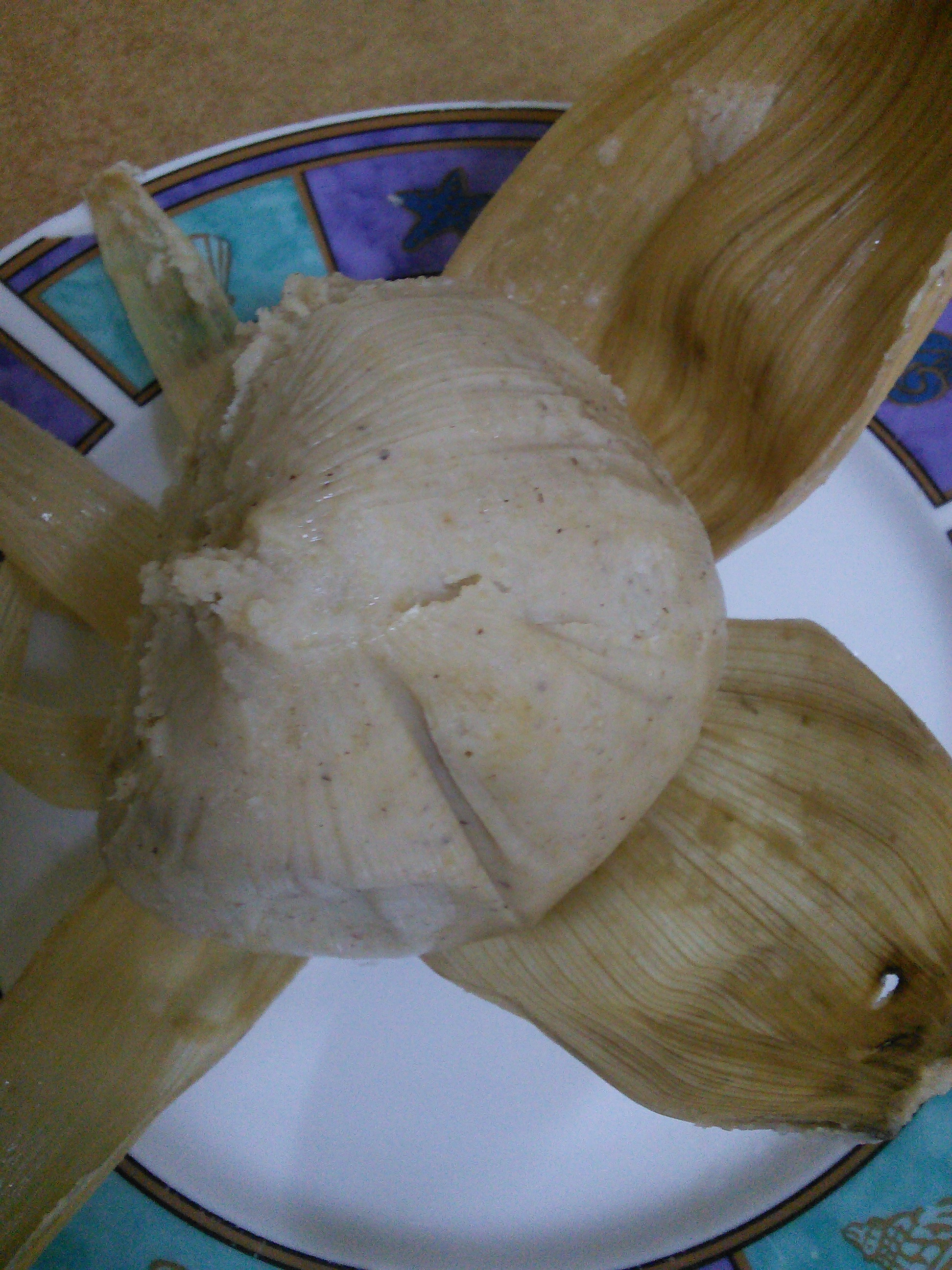
包みを開いたケンケ。
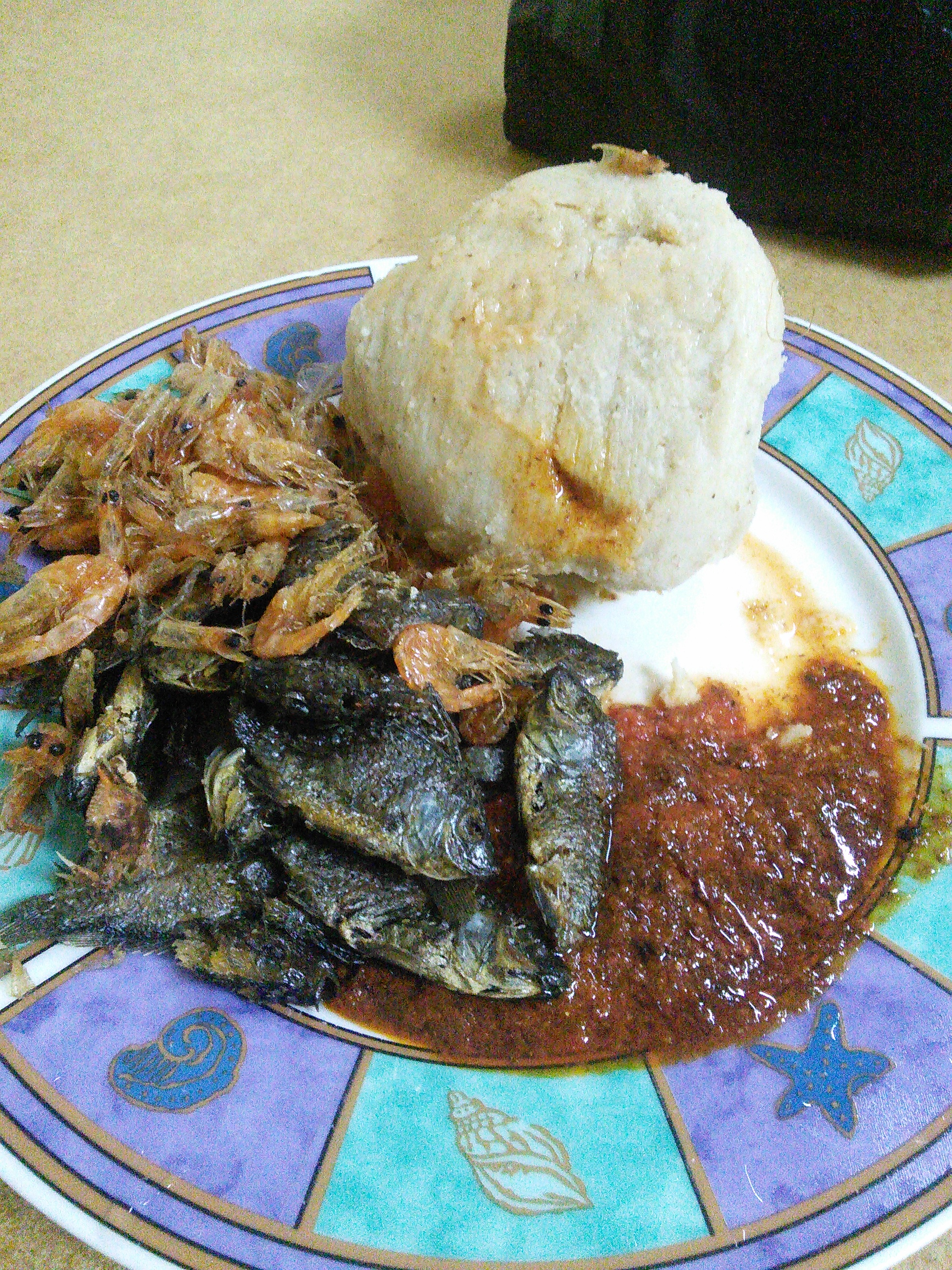
上から時計回りにケンケ、シト（チリソース）、素揚げの魚

## 姉妹都市
ケープ・コーストの姉妹都市の一覧。全米国際姉妹都市協会（英語）の規定による。
| 国       | 都市名                   | カウンティ / 地域 / 地区 / 州    | 調印（年） |
| -------- | ------------------------ | -------------------------------- | ---------- |
| ドイツ   | ボン                     | ノルトライン＝ヴェストファーレン | 2008       |
| アメリカ | バッファロー             | ニューヨーク                     | [ 3 ]      |
| アメリカ | ハノーバーパーク（英語） | イリノイ                         |            |
| アメリカ | ニューオーリンズ         | ルイジアナ                       | 2019       |

## 関連資料
発行年順。

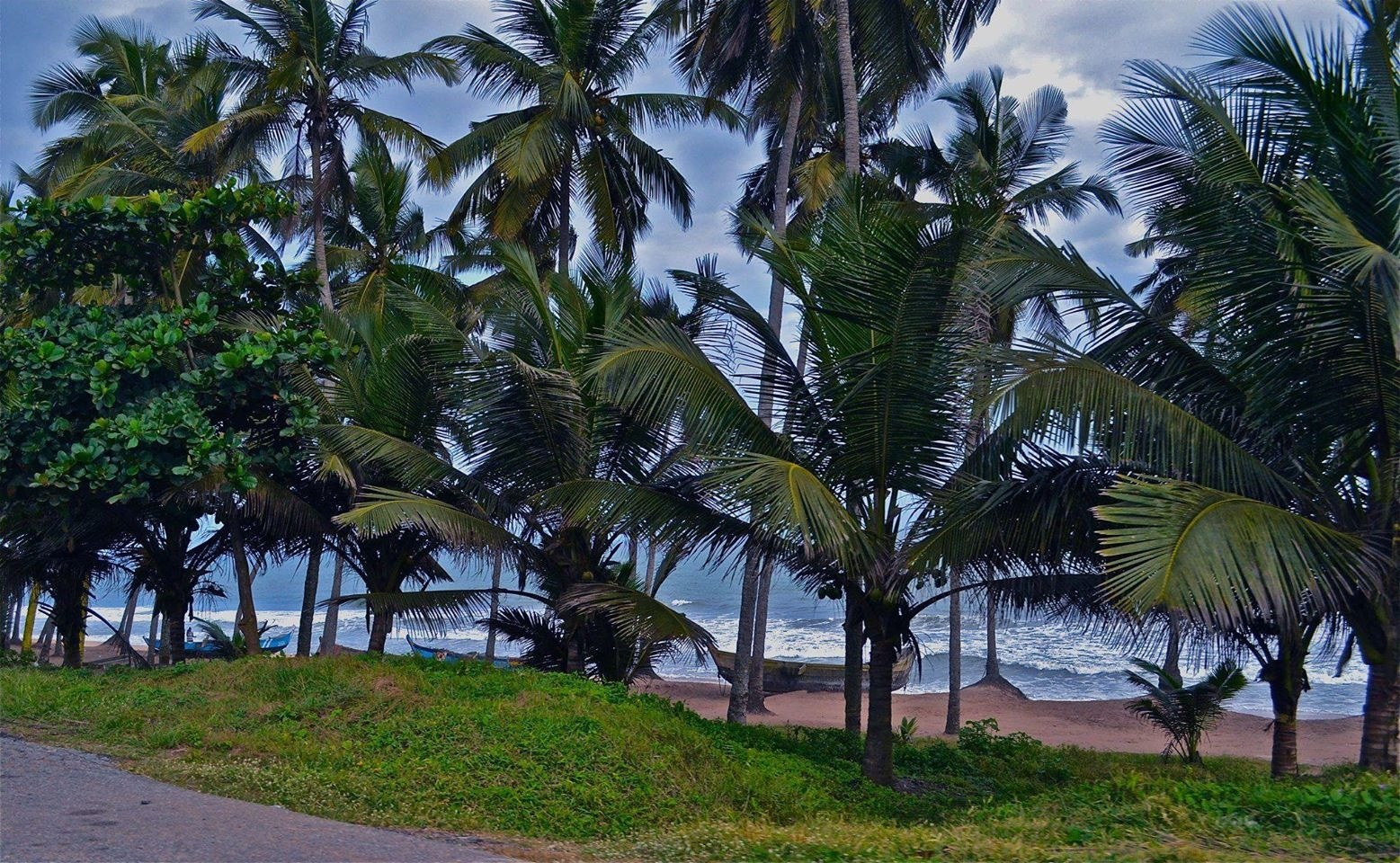
ファンティ人の釣り船

- 古波蔵保好「プレイ専科アフリカの夜の気分でガーナ料理をほか」『サンデー毎日』第48巻第12合（通号2623）、毎日新聞出版、1969年3月、112-118頁 (コマ番号0055.jp2)。全国書誌番号:00009588、doi:10.11501/3369253。
- 松元尚大「ガーナ共和国現地人青少年の第1次調査地ウィネバ、ケープコースト地区(海岸地区)と第2次調査地クマシ地区(内陸地区)との運動能力の比較」『体質医学研究所報告』ISSN 0023-530X、熊本大学体質医学研究所、1978年、第28巻第2号、117-126頁。NAID 40002285683。
- 「(G)夏を乗り切る『ジ･ニヤメ』のガーナ料理」新潮社（編）『週刊新潮』第41巻第32号（通号2068）、1996年8月。全国書誌番号:00010852、doi:10.11501/3378938。
- アーネスト・コヒィ・デイビス、馬場卓也「ガーナ国基礎教育における夜間現職教員研修が数学教員の数学科知識に与える影響の研究」『数学教育学研究 : 全国数学教育学会誌』ISSN 1341-2620、全国数学教育学会、2005年、第11巻第0号、241-257頁。doi:10.24529/jasme.11.0_241、NAID 110009498544。